# Мірліва (військове звання)
Мірліва або Мір-і ліва — військове звання Османської армії та флоту. Воно відповідає бригадний генералу (сучасна турецька: Тугенерал) та генерал-майору (сучасна турецька: Тюмгенерал) у сучасній турецькій армії. «Мірліва» — складне слово, що складається з Мір (командир) та Ліва (або Ліва, «бригада» в арабській мові). Звання було молодшим за Феріка (генерал-лейтенант) і старшим за звання Міралай (полковник) в Османській армії та турецькій армії до 1935 року.
«Мірліва» було наймолодшим генеральським званням із титулом «Паша».
На комірному знаку (пізніше погоні) та фуражці (до 1933 року) «Мірліви» було три смужки та одна зірка в перші роки Турецької Республіки.
Звання мірліва було скасовано 26 листопада 1934 року відповідно до статті 3 Закону № 2590 про скасування прізвиськ і титулів. Згідно з Указом № 2295, виданим 9 квітня 1935 року, еквівалентом звання мірліва було визначено бригадного генерала, але ті, хто на той час служив командирами дивізій, були підвищені до звання генерал-майора.

## Галерея
|                                                            |
| Знак звання Мірліва, що використовувався в 1933-1935 роках |

|                                                             |
| Знак звання Мірліва, що використовувався в 1909-1922 рокахх |

|                                                                   |
| Знак звання Мірліва піхоти, що використовувався в 1876-1909 роках |

|                                                                                   |
| Знак звання Мірліва яверів Його Величності, що використовувався в 1856-1876 роках |